# Delfska Sibila
Delfska Sibila je bila legendarna osebnost, ki je prerokovala v Apolonovem svetišču v Delfih na pobočju gore Parnas. Po nekem viru je bila njena mati Lamija, hčerka Pozejdona.  Delfska Sibila ni sodelovala z delfskim preročiščem in nima nič skupnega s Pitijo, Apolonovo svečenico. 
Bilo je več preroških žensk, imenovanih Sibila. Moški so se imenovali Bakis v grško-rimskem svetu. Najbolj znana Sibila je bila iz polisa Kume blizu Neaplja, najbolj znan Bakis pa iz Beocije. O delfski Sibili je več legend, čeprav niso nujno vse skladne. Pavzanias je trdil (10.14.1), da je bila Sibila "rojena iz smrtnika in boginje, da je hči morske pošasti in nesmrtne Nimfe". Drugi pišejo, da je bila sestra ali hčerka Apolona.
Sibila je prišla iz Troade v Delfe pred trojansko vojno, "skregana z bratom Apolonom", vztrajala nekaj časa na Samosu, obiskala Klaros in Delos in umrla v Troadi, potem ko je preživela devet generacij moških. Po njeni smrti so govorili, da je postala potujoči glas, ki je še vedno prinašal na ušesa moških novice o prihodnosti, zavite v temne uganke.